# Dysoxylum seemannii
Dysoxylum seemannii là một loài thực vật có hoa trong họ Meliaceae. Loài này được Gillespie mô tả khoa học đầu tiên năm 1931.